# جوشوا بارنز
جوشوا بارنز (بالإنجليزية: Joshua Barnes)‏‏ (10 يناير 1654 في لندن - 3 أغسطس 1712 في كامبريدجشير) مؤرخ، وروائي، وباحث في تاريخ العصور الكلاسيكية من مملكة بريطانيا العظمى.

## الجوائز
- زميل في الجمعية الملكية